# Hertoghe-Zeichen
Unter dem dermatologischen Begriff Hertoghe-Zeichen oder Hertoghesches Zeichen versteht man ein Fehlen bzw. eine Lichtung der seitlichen Partie der Augenbrauen. Früher wurde das Zurückweichen der seitlichen Brauen auf Kratzen des Betroffenen zurückgeführt, inzwischen wird davon ausgegangen, dass es mit der Reaktion der T-Zellen auf Reize zusammenhängt. Es handelt sich somit um ein atopisches Zeichen, das nach dem in Antwerpen tätigen Arzt Eugène Hertoghe (1860–1928) benannt ist. Das Hertoghe-Zeichen tritt gehäuft bei atopischer Dermatitis, chronischer Hypophysenvorderlappeninsuffizienz oder Hypothyreose auf.